# Casilda
Casilda (Casilda av Briviesca), död omkr. 1050, jungfru, helgon; festdag 9 april.
Casilda, som var dotter till en morisk härskare i Toledo, besökte de kristna i fängelserna och gav dem mat, däribland bröd, som förvandlades till rosor. Fick av sin far tillåtelse att bli kristen. Casilda framställs vanligen med rosor i famnen, bl.a. på en målning av spanjoren Francisco de Zurbarán. Legenden säger att hon blev 100 år.
Sankta Casilda vördas över hela Spanien, i synnerhet i provinserna Burgos och Toledo.